# Oral Fixation Tour (álbum)
| Críticas profissionais | Críticas profissionais |
| Avaliações da crítica  | Avaliações da crítica  |
| Fonte                  | Avaliação              |
| ---------------------- | ---------------------- |
| Allmusic               | [ 1 ]                  |

Oral Fixation Tour é o terceiro álbum ao vivo da cantora colombiana Shakira, lançado em 12 de novembro de 2007, pela Epic Records. Foi gravado durante os concertos da cantora em Miami, Flórida e San Juan, Porto Rico como parte de da Oral Fixation Tour (2006-07). O primeiro disco é um DVD que possui gravações das performances da turnê. O disco 2 é um CD composto por 6 gravações ao vivo, sendo a primeira a apresentação do concerto.

## Antecedentes
Neste concerto Shakira teve Alejandro Sanz como convidado e eles cantaram juntos o sucesso La Tortura, de 2005. Wyclef Jean também foi um dos convidados e cantou o sucesso mundial de 2006, Hips Don't Lie com Shakira. A cantora demonstra suas habilidades como musicista tocando guitarra durante "Don't Bother" e "Inevitable", bem como harmônica durante a canção "Te Dejo Madrid". O guarda-roupa que Shakira usou no show foi desenhado por Shakira e o prestigiado designer Roberto Cavalli. O palco foi desenhado por Shakira e o artista visual espanhol Jaume de Laiguana. A edição Blu-ray foi lançada em 12 de dezembro de 2007. O áudio foi gravado e mixado em estéreo e 5.1, por Gustavo Celis. O álbum ao vivo rapidamente disparou nas tabelas mexicanas, atingindo o número 1 por duas semanas não consecutivas e permaneceu no top 10 por mais de 11 semanas. Ao contrário de Live & off the Record, que foi bem sucedido na Austrália, sendo certificando de ouro, este lançamento não foi promovido e não apareceu nas paradas.
Este DVD foi comercializado de uma maneira muito incomum. Em vez de lançar um ou dois singles para as rádios ou a TV, ela lançou quase todos os vídeos de forma online para diferentes sites, como MySpace, People en Español, MTV, Yahoo e MSN, com geralmente um ou dois vídeos em cada site.

## Faixas
| DVD / Blu-ray  |                                                      |         |  |
| N.º            | Título                                               | Duração |  |
| 1.             | "Intro"                                              | 2:02    |  |
| 2.             | "Estoy Aquí"                                         | 4:25    |  |
| 3.             | "Te Dejo Madrid"                                     | 3:02    |  |
| 4.             | "Don't Bother"                                       | 4:44    |  |
| 5.             | "Antologia"                                          | 4.52    |  |
| 6.             | "Hey You"                                            | 4:05    |  |
| 7.             | "Inevitable"                                         | 4:08    |  |
| 8.             | "Si Te Vas"                                          | 4:25    |  |
| 9.             | "La Tortura" (Feat. Alejandro Sanz)                  | 4:49    |  |
| 10.            | "No"                                                 | 6:31    |  |
| 11.            | "Whenever, Wherever"                                 | 9:49    |  |
| 12.            | "La Pared" (Contém elementos da introdução da banda) | 4:35    |  |
| 13.            | "Underneath Your Clothes"                            | 4:05    |  |
| 14.            | "Pies Descalzos, Sueños Blancos"                     | 3:05    |  |
| 15.            | "Ciega, Sordomuda"                                   | 7:24    |  |
| 16.            | "Ojos Así"                                           | 7:25    |  |
| 17.            | "Hips Don't Lie" (Feat. Wyclef Jean)                 | 7:11    |  |
| 18.            | "Créditos" (Contém excertos de "Hips Don't Lie")     | 3:21    |  |
| Duração total: | Duração total:                                       | 83:13   |  |

| Vídeos Bônus   |                                 |         |  |
| N.º            | Título                          | Duração |  |
| 19.            | "Obtener Un Sí" (ao vivo)       | 3:34    |  |
| 20.            | "La Pared" (ao vivo)            | 3:49    |  |
| 21.            | "Las De La Intuición" (ao vivo) | 3:38    |  |
| Duração total: | Duração total:                  | 93:34   |  |

| Disco 2        |                                                      |         |  |
| N.º            | Título                                               | Duração |  |
| 1.             | "Intro"                                              | 2:02    |  |
| 2.             | "Estoy Aquí"                                         | 4:25    |  |
| 3.             | "Don't Bother"                                       | 4:44    |  |
| 4.             | "Inevitable"                                         | 4:08    |  |
| 5.             | "La Pared" (Contém elementos da introdução da banda) | 4:35    |  |
| 6.             | "Hips Don't Lie" (Feat. Wyclef Jean)                 | 7:11    |  |
| Duração total: | Duração total:                                       | 26:25   |  |

Espanha / America-Latina/Wal Mart exclusive lista de faixas da edição de fã.
| Disco 1: DVD / Blu-ray |                                                      |         |  |
| N.º                    | Título                                               | Duração |  |
| 1.                     | "Intro"                                              | 2:02    |  |
| 2.                     | "Estoy Aquí"                                         | 4:25    |  |
| 3.                     | "Te Dejo Madrid"                                     | 3:02    |  |
| 4.                     | "Don't Bother"                                       | 4:44    |  |
| 5.                     | "Antología"                                          | 4.52    |  |
| 6.                     | "Hey you"                                            | 4:05    |  |
| 7.                     | "Inevitable"                                         | 4:08    |  |
| 8.                     | "Si Te Vas"                                          | 4:25    |  |
| 9.                     | "La Tortura" (Feat. Alejandro Sanz)                  | 4:49    |  |
| 10.                    | "No"                                                 | 6:31    |  |
| 11.                    | "Whenever, Wherever"                                 | 9:49    |  |
| 12.                    | "La Pared" (Contém elementos da introdução da banda) |         |  |
| 13.                    | "Underneath Your Clothes"                            | 4:05    |  |
| 14.                    | "Pies Descalzos, Sueños Blancos"                     | 3:05    |  |
| 15.                    | "Ciega, Sordomuda"                                   | 7:14    |  |
| 16.                    | "Ojos Así"                                           | 7:35    |  |
| 17.                    | "Hips Don't Lie" (Feat. Wyclef Jean)                 | 7:11    |  |
| 18.                    | "Créditos" (Contém excertos de "Hips Don't Lie")     | 3:21    |  |
| Duração total:         | Duração total:                                       | 83:13   |  |

| Vídeos Bônus   |                                 |         |  |
| N.º            | Título                          | Duração |  |
| 19.            | "Día de Enero" (ao vivo)        | 2:56    |  |
| 20.            | "Obtener Un Sí" (ao vivo)       | 3:34    |  |
| 21.            | "La Pared" (ao vivo)            | 3:49    |  |
| 22.            | "Las De La Intuición" (ao vivo) | 3:38    |  |
| Duração total: | Duração total:                  | 95:09   |  |

| Disco 2: DVD 2 |                                |         |  |
| N.º            | Título                         | Duração |  |
| 1.             | "Around the World in 397 Days" | 11:23   |  |
| 2.             | "Fundação Pies Descalzos"      | 21:19   |  |
| Duração total: | Duração total:                 | 32:42   |  |

| Disco 3: CD    |                                                      |         |  |
| N.º            | Título                                               | Duração |  |
| 1.             | "Intro"                                              | 2:02    |  |
| 2.             | "Estoy Aquí"                                         | 4:25    |  |
| 3.             | "Don't Bother"                                       | 4:44    |  |
| 4.             | "Hey you" (faixa bônus)                              | 4:05    |  |
| 5.             | "Obtener Un Sí" (faixa bônus)                        | 3:34    |  |
| 6.             | "Inevitable"                                         | 4:08    |  |
| 7.             | "La Pared" (Contém elementos da introdução da banda) | 4:35    |  |
| 8.             | "Hips Don't Lie" (Feat. Wyclef Jean)                 | 7:11    |  |
| Duração total: | Duração total:                                       | 33:64   |  |

## Desempenho nas tabelas musicais

### Paradas semanais
| Tabelas musicais (2006)             | Melhor posição |
| ----------------------------------- | -------------- |
| EUA (Billboard)                     | 5              |
| México (Top 100 México)             | 1              |
| Portugal (Portuguese Charts Albuns) | 5              |

## Vendas e certificações
| Região                                                                                             | Certificação | Vendas   |
| -------------------------------------------------------------------------------------------------- | ------------ | -------- |
| Brasil (Pro-Música Brasil)                                                                         | Platina      | 70,000*  |
| Estados Unidos (RIAA)                                                                              | Platina      | 500,000^ |
| México (AMPROFON)                                                                                  | Platina      | 200,000^ |
| *números de vendas baseados somente na certificação ^distribuições baseadas apenas na certificação |              |          |